# CineAlta

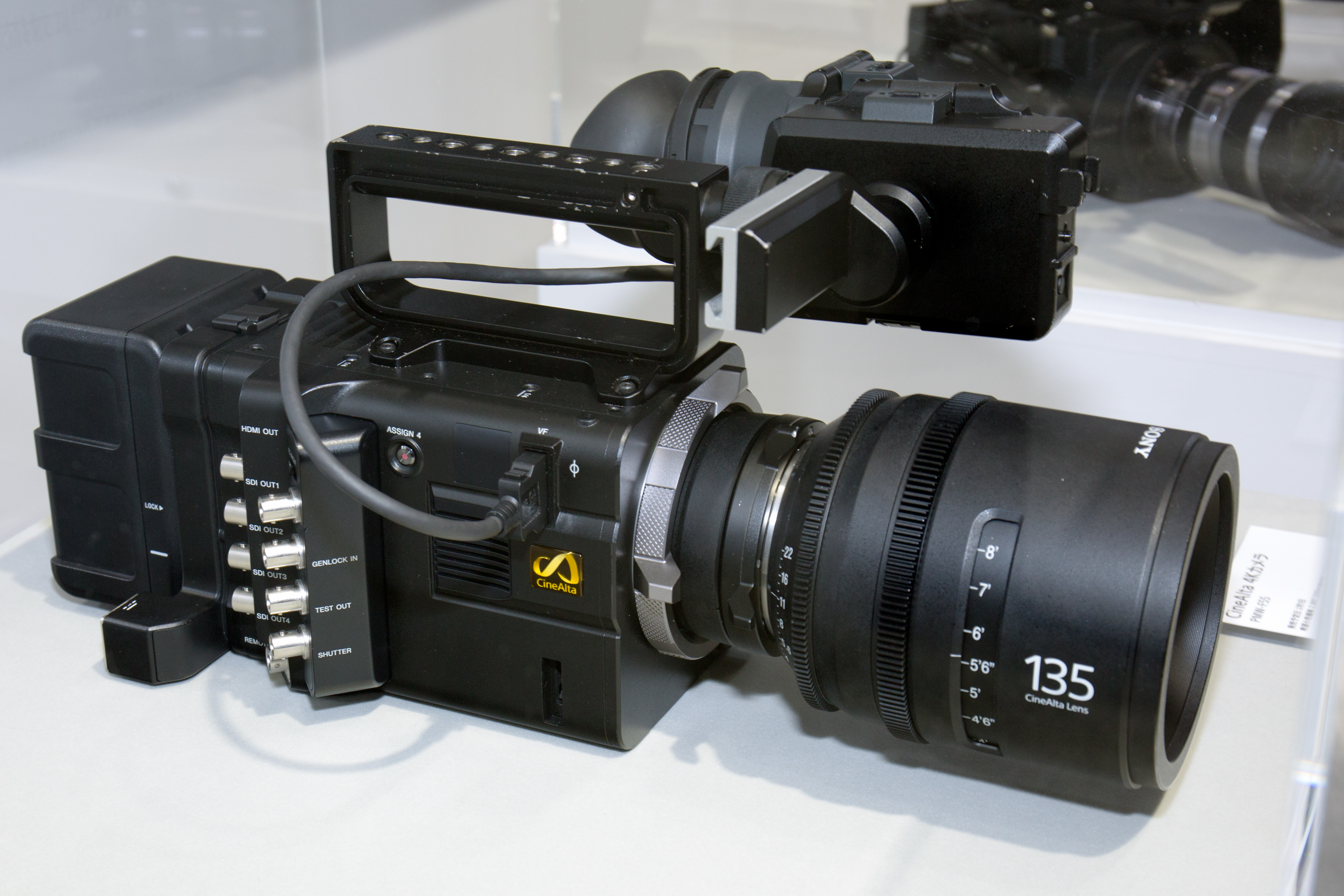
Sony CineAlta 4K camcorder PMW-F55

Con il termine CineAlta, la Sony commercializza una serie di telecamere professionali digitali ad alta definizione, dotate di molte caratteristiche delle cineprese in 35mm.

## Il marchio CineAlta
Oltre alle telecamere, il marchio CineAlta contrassegna anche una serie di apparecchiature utilizzate nel processo della cinematografia digitale, come videoregistratori, video server e videoproiettore.

## Aspetti tecnici del formato
Le telecamere CineAlta registrano su nastri HDCAM, dischi XDCAM e schede di memoria SxS. Sono disponibili diversi formati di ripresa, tra cui il 1920×1080 a 24 fotogrammi per secondo e il 4K nativo ottenuto da sensore da 20 megapixel (Sony CineAlta F65).

## Storia e utilizzo nella cinematografia
Nel 2000, George Lucas annunciò che avrebbe girato il film Star Wars: Episodio II - L'attacco dei cloni completamente in digitale: sarebbe stato il primo film girato in questo modo. La Sony e la Panavision svilupparono un progetto comune per la produzione di una telecamera adatta: il risultato fu il primo prodotto CineAlta, la Sony HDW-F900, conosciuta anche come Panavision HD-900F.
Per il successivo film della trilogia, Star Wars: Episodio III - La vendetta dei Sith, fu usata una telecamera più evoluta, la HDC-950, con una risoluzione maggiore e una resa dei colori migliorata. Il video ripreso nativamente in 16:9 fu poi ridotto a un rapporto d'aspetto di 2,35:1, riducendo la risoluzione verticale a solo 817 delle 1080 linee disponibili. Esiste oggi un aggiuntivo anamorfico della Canon che permette di girare in 2,35:1 a risoluzione piena. Il primo film girato con questa tecnica è stato Salvador - 26 anni contro di Manuel Herga, nel 2006.
Arca russa fu ripreso usando una tecnica di registrazione non compressa, con una Sony HDW-F900. La registrazione fu fatta su un hard disk in grado di contenere 100 minuti di video, permettendo così la lavorazione del film, che è costituito da un unico piano sequenza di 90 minuti. Furono fatti quattro tentativi di ripresa, tre dei quali interrotti per errori tecnici, mentre il quarto riuscì. Sul DVD del film ci sono degli extra che documentano la tecnologia utilizzata.
Altri film girati con attrezzature CineAlta sono stati:
- Sky Captain and the World of Tomorrow
- Sin City[1]
- U2 3D[2]
- Spy Kids 2 - L'isola dei sogni perduti
- Cloverfield
- Rachel Getting Married (2008)
- Yesterday Was a Lie (2008)
- Tetro (2009)
- Nemico pubblico - Public Enemies (2009)
- Avatar (2009)
- Tron: Legacy (2010)
- Real Steel (2011)
- Sanctum (2011)
- The Sunset Limited (2011)
- Oblivion (2013)
- After Earth (2013)
- Café Society (2016)

## Lista delle telecamere CineAlta
- F65
- F55
- F5
- F35
- SRW-9000PL
- F-23
- HDW-F900R
- HDC-F950
- HDC-1000W/1500L
- PDW-F355
- PDW-F335
- PMW-EX1
- PMW-EX3
- PMW-F3